# DVV Verzekeringen Trofee 2019-2020
De DVV Verzekeringen Trofee/Sack Zelfbouw Ladies Trophy 2019-2020 was het 33ste seizoen van het regelmatigheidscriterium in het veldrijden. Het klassement werd georganiseerd door Golazo en bestond enkel uit crossen in België. Bij de mannen won Eli Iserbyt het eindklassement, bij de vrouwen Ceylin del Carmen Alvarado.

## Berekeningswijze eindklassement

### Bepaling aankomsttijd per manche
Per renner werd per manche een tijd bepaald volgens volgende regels:
- in eerste instantie gold de aankomsttijd
- kreeg een tijd die gelijk is aan die van de winnaar verhoogd met vijf minuten, de renner die
  - met meer dan vijf minuten achterstand aankwam
  - uit de wedstrijd genomen werd om dubbelen te voorkomen
  - de wedstrijd verliet
  - niet aan de start kwam
- volgende bonificaties golden
  - bij de sprint aan het eind van de eerste ronde: winnaar 15 seconden, tweede 10 seconden, derde 5 seconden

### Bepaling eindklassement
Voor het eindklassement werd de som gemaakt van de tijden per manche. Bij gelijkheid van tijd (uren, minuten, seconden) zou de beste uitslag van de renner de doorslag geven. Was die ook gelijk, dan telde de uitslag in de laatste manche.

## Mannen elite

### Kalender en podia
| Datum            | Wedstrijd                                 | Cat. | Eerste               | Tweede          | Derde                  | Leider in het klassement |
| ---------------- | ----------------------------------------- | ---- | -------------------- | --------------- | ---------------------- | ------------------------ |
| 1 november 2019  | Koppenbergcross, Oudenaarde               | C1   | Eli Iserbyt          | Tom Pidcock     | Michael Vanthourenhout | Eli Iserbyt              |
| 17 november 2019 | Flandriencross, Hamme                     | C1   | Mathieu van der Poel | Laurens Sweeck  | Tim Merlier            | Eli Iserbyt              |
| 30 november 2019 | Caps Urban Cross, Kortrijk                | C2   | Mathieu van der Poel | Tim Merlier     | Toon Aerts             | Eli Iserbyt              |
| 14 december 2019 | GP Mario De Clercq, Ronse                 | C1   | Toon Aerts           | Eli Iserbyt     | Mathieu van der Poel   | Eli Iserbyt              |
| 27 december 2019 | Azencross, Loenhout                       | C1   | Mathieu van der Poel | Eli Iserbyt     | Corné van Kessel       | Eli Iserbyt              |
| 1 januari 2020   | GP Sven Nys, Baal                         | C1   | Mathieu van der Poel | Eli Iserbyt     | Tom Pidcock            | Eli Iserbyt              |
| 5 januari 2020   | Brussels Universities Cyclocross, Brussel | C1   | Mathieu van der Poel | Eli Iserbyt     | Corné van Kessel       | Eli Iserbyt              |
| 8 februari 2020  | Krawatencross, Lille                      | C1   | Wout van Aert        | Quinten Hermans | Toon Aerts             | Eli Iserbyt              |

### Eindstand
| Pos. | Renner                 | Team                                                 | OUD | HAM | KOR | RON | LOE | BAA | BRU | LIL | Tijd     |
| ---- | ---------------------- | ---------------------------------------------------- | --- | --- | --- | --- | --- | --- | --- | --- | -------- |
| 1    | Eli Iserbyt            | Pauwels Sauzen-Bingoal                               | 1   | 5   | 5   | 2   | 2   | 2   | 2   | 11  | 8u09'30" |
| 2    | Michael Vanthourenhout | Pauwels Sauzen-Bingoal                               | 3   | 7   | 6   | 4   | 7   | 5   | 4   | 5   | + 5'19"  |
| 3    | Mathieu van der Poel   | Corendon-Circus / Alpecin-Fenix                      | –   | 1   | 1   | 3   | 1   | 1   | 1   | –   | + 7'43"  |
| 4    | Corné van Kessel       | Telenet-Baloise Lions / Tormans Cyclocrossteam       | 7   | 9   | 4   | 8   | 3   | 4   | 3   | 15  | + 8'21"  |
| 5    | Lars van der Haar      | Telenet-Baloise Lions                                | 5   | 4   | 7   | 6   | 10  | –   | 9   | 7   | + 12'23" |
| 5    | Tim Merlier            | Creafin-Fristads                                     | 8   | 3   | 2   | 5   | 4   | 9   | 7   | –   | + 14'14" |
| 7    | Tom Meeusen            | Corendon-Circus / Group Hens-Maes Containers         | 6   | 6   | 10  | 14  | 6   | 18  | 6   | 9   | + 14'53" |
| 8    | Jens Adams             | Pauwels Sauzen-Bingoal / Hollebeekhoeve Cycling Team | 9   | 11  | 13  | DNF | 13  | 8   | 5   | 10  | + 15'52" |
| 9    | Toon Aerts             | Telenet-Baloise Lions                                | 4   | 10  | 3   | 1   | –   | –   | –   | 3   | + 16'04" |
| 10   | Laurens Sweeck         | Pauwels Sauzen-Bingoal                               | DNF | 2   | 12  | –   | 11  | 7   | –   | 4   | + 18'19" |
| 11   | Jim Aernouts           | Telenet-Baloise Lions                                | 10  | 13  | 9   | 10  | 9   | 16  | 13  | 14  | + 19'17" |
| 12   | Tom Pidcock            |                                                      | 2   | –   | –   | –   | –   | 3   | –   | 6   | + 22'56" |
| 13   | Thijs Aerts            | Telenet-Baloise Lions                                | 12  | 18  | 15  | 9   | 25  | 13  | 12  | 13  | + 23'35" |
| 14   | Vincent Baestaens      | Group Hens-Maes Containers                           | –   | 12  | 17  | –   | 15  | 12  | 10  | DNF | + 25'13" |
| 15   | Wout van Aert          | Jumbo-Visma                                          | –   | –   | –   | –   | 5   | –   | –   | 1   | + 27'23" |

| Pos. | Prijzengeld |
| ---- | ----------- |
| 1.   | € 25.000    |
| 2.   | € 15.000    |
| 3.   | € 10.000    |
| 4.   | € 5.000     |
| 5.   | € 4.000     |
| 6.   | € 3.000     |
| 7.   | € 2.000     |
| 8.   | € 1.500     |
| 9.   | € 1.000     |
| 10.  | € 750       |
| 11.  | € 750       |
| 12.  | € 500       |
| 13.  | € 500       |
| 14.  | € 500       |
| 15.  | € 500       |
| Tot. | € 70.000    |

## Vrouwen elite

### Kalender en podia
| Datum            | Wedstrijd                    | Cat. | Eerste                     | Tweede                     | Derde                      | Leidster in het klassement |
| ---------------- | ---------------------------- | ---- | -------------------------- | -------------------------- | -------------------------- | -------------------------- |
| 1 november 2019  | Koppenbergcross, Oudenaarde  | C1   | Yara Kastelijn             | Annemarie Worst            | Alice Maria Arzuffi        | Yara Kastelijn             |
| 17 november 2019 | Flandriencross, Hamme        | C1   | Annemarie Worst            | Sanne Cant                 | Ceylin del Carmen Alvarado | Yara Kastelijn             |
| 30 november 2019 | Caps Urban Cross, Kortrijk   | C2   | Lucinda Brand              | Ceylin del Carmen Alvarado | Annemarie Worst            | Annemarie Worst            |
| 14 december 2019 | GP Mario De Clercq, Ronse    | C1   | Ceylin del Carmen Alvarado | Annemarie Worst            | Yara Kastelijn             | Annemarie Worst            |
| 27 december 2019 | Azencross, Loenhout          | C1   | Ceylin del Carmen Alvarado | Sanne Cant                 | Annemarie Worst            | Ceylin del Carmen Alvarado |
| 1 januari 2020   | GP Sven Nys, Baal            | C1   | Ceylin del Carmen Alvarado | Lucinda Brand              | Annemarie Worst            | Ceylin del Carmen Alvarado |
| 5 januari 2020   | Brussels Cyclocross, Brussel | C1   | Ceylin del Carmen Alvarado | Annemarie Worst            | Sanne Cant                 | Ceylin del Carmen Alvarado |
| 8 februari 2020  | Krawatencross, Lille         | C1   | Ceylin del Carmen Alvarado | Annemarie Worst            | Shirin van Anrooij         | Ceylin del Carmen Alvarado |

### Eindstand
| Pos. | Renster                    | Team                            | OUD | HAM | KOR | RON | LOE | BAA | BRU | LIL | Tijd     |
| ---- | -------------------------- | ------------------------------- | --- | --- | --- | --- | --- | --- | --- | --- | -------- |
| 1    | Ceylin del Carmen Alvarado | Corendon-Circus / Alpecin-Fenix | 6   | 3   | 2   | 1   | 1   | 1   | 1   | 1   | 5u44'43" |
| 2    | Annemarie Worst            | 777                             | 2   | 1   | 3   | 2   | 3   | 3   | 2   | 2   | + 2'16"  |
| 3    | Yara Kastelijn             | 777                             | 1   | 4   | 5   | 3   | 9   | 4   | DSQ | 13  | + 11'51" |
| 4    | Eva Lechner                | Creafin-Fristads                | 4   | 9   | 7   | 9   | 6   | 5   | 9   | 12  | + 13'27" |
| 5    | Sanne Cant                 | IKO-Crelan                      | –   | 2   | 4   | 5   | 2   | 9   | 3   | 8   | + 13'38" |
| 6    | Alice Maria Arzuffi        | 777                             | 3   | 12  | 6   | 6   | 5   | 11  | 11  | 9   | + 13'57" |
| 7    | Ellen Van Loy              | Telenet-Baloise Lions           | 8   | 6   | 12  | 8   | 11  | 8   | 10  | 17  | + 17'02" |
| 8    | Katherine Compton          | KFC Racing p/b Trek/Knight      | 11  | 8   | –   | –   | 4   | 6   | 5   | 5   | + 18'55" |
| 9    | Kim Van de Steene          | Tarteletto-Isorex               | 9   | 7   | 9   | 7   | 12  | 21  | 16  | –   | + 24'41" |
| 10   | Loes Sels                  | IKO-Crelan                      | 20  | 10  | 11  | DNF | DNF | DNF | 15  | 11  | + 26'51" |
| 11   | Aniek van Alphen           | BNS Technics - Concrete House   | –   | 5   | –   | 15  | 13  | 13  | 20  | 6   | + 27'36" |
| 12   | Laura Verdonschot          | Pauwels Sauzen-Bingoal          | DNF | –   | 8   | 11  | 7   | 10  | DNF | 15  | + 27'52" |
| 13   | Karen Verhestraeten        | IKO-Crelan                      | 21  | 14  | 15  | 14  | 19  | 16  | 14  | 24  | + 28'57" |
| 14   | Kata Blanka Vas            |                                 | 10  | –   | 13  | 12  | 14  | 7   | 11  | 37  | + 29'10" |
| 15   | Anna Kay                   | Experza-Footlogix               | 9   | –   | –   | –   | –   | –   | 4   | 10  | + 29'30" |

| Pos. | Prijzengeld |
| ---- | ----------- |
| 1.   | € 25.000    |
| 2.   | € 15.000    |
| 3.   | € 10.000    |
| 4.   | € 5.000     |
| 5.   | € 4.000     |
| 6.   | € 3.000     |
| 7.   | € 2.000     |
| 8.   | € 1.500     |
| 9.   | € 1.000     |
| 10.  | € 750       |
| 11.  | € 750       |
| 12.  | € 500       |
| 13.  | € 500       |
| 14.  | € 500       |
| 15.  | € 500       |
| Tot. | € 70.000    |

## Mannen beloften

### Kalender en podia
| Datum            | Wedstrijd                                 | Eerste           | Tweede          | Derde          | Leider in het klassement |
| ---------------- | ----------------------------------------- | ---------------- | --------------- | -------------- | ------------------------ |
| 1 november 2019  | Koppenbergcross, Oudenaarde               | Jens Dekker      | Ryan Kamp       | Gerben Kuypers | Jens Dekker              |
| 17 november 2019 | Flandriencross, Hamme                     | Niels Vandeputte | Ryan Kamp       | Timo Kielich   | Ryan Kamp                |
| 30 november 2019 | Caps Urban Cross, Kortrijk                | Niels Vandeputte | Yentl Bekaert   | Timo Kielich   | Yentl Bekaert            |
| 14 december 2019 | GP Mario De Clercq, Ronse                 | Ryan Kamp        | Gerben Kuypers  | Joran Wyseure  | Yentl Bekaert            |
| 27 december 2019 | Azencross, Loenhout                       | Loris Rouiller   | Timo Kielich    | Thomas Mein    | Yentl Bekaert            |
| 1 januari 2020   | GP Sven Nys, Baal                         | Antoine Benoist  | Timo Kielich    | Yentl Bekaert  | Yentl Bekaert            |
| 5 januari 2020   | Brussels Universities Cyclocross, Brussel | Ryan Kamp        | Antoine Benoist | Timo Kielich   | Timo Kielich             |
| 8 februari 2020  | Krawatencross, Lille                      | Niels Vandeputte | Antoine Benoist | Ryan Kamp      | Timo Kielich             |

### Eindstand
| Legenda | Legenda | Legenda | Legenda          | Legenda            | Legenda         | Legenda              |
| ------- | ------- | ------- | ---------------- | ------------------ | --------------- | -------------------- |
| 1e plek | 2e plek | 3e plek | binnen 5 minuten | op meer dan 5 min. | niet uitgereden | – (niet deelgenomen) |

| Pos. | Renner           | Team      | OUD | HAM | KOR | RON | LOE | BAA | BRU | LIL | Tijd     |
| ---- | ---------------- | --------- | --- | --- | --- | --- | --- | --- | --- | --- | -------- |
| 1    | Timo Kielich     | CRF       | 16  | 3   | 3   | 10  | 2   | 2   | 3   | 9   | 6u56'44" |
| 2    | Yentl Bekaert    | TBL       | 8   | 4   | 2   | 14  | 5   | 3   | 9   | 19  | + 1'26"  |
| 3    | Niels Vandeputte | CCU / AFC | 35  | 1   | 1   | 9   | 14  | 12  | 4   | 1   | + 2'45"  |
| 4    | Anton Ferdinande | PSB       | 12  | 5   | 7   | 6   | 12  | 5   | 6   | 8   | + 2'49"  |
| 5    | Ryan Kamp        | PSB       | 2   | 2   | –   | 1   | –   | 4   | 1   | 3   | + 4'27"  |
| 6    | Seppe Rombouts   | -         | 4   | 13  | 8   | 13  | 13  | 16  | 8   | 20  | + 5'36"  |
| 7    | Andreas Goeman   | TBL       | 11  | 8   | 6   | 30  | 17  | 8   | 10  | 10  | + 7'22"  |
| 8    | Antoine Benoist  | CCU / AFC | –   | 9   | –   | –   | 7   | 1   | 2   | 2   | + 8'45"  |
| 9    | Jelle Camps      | PSB       | 5   | 6   | 10  | 15  | –   | 6   | 16  | 5   | + 8'50"  |
| 10   | Pim Ronhaar      | - / PSB   | 10  | 11  | 5   | 8   | 21  | 13  | 15  | –   | + 9'32"  |

| Pos. | Prijzengeld |
| ---- | ----------- |
| 1.   | € 1.500     |
| 2.   | € 1.000     |
| 3.   | € 500       |
| 4.   | € 250       |
| 5.   | € 200       |
| Tot. | € 3.450     |

## Jongens junioren

### Kalender en podia
| Datum            | Wedstrijd                                 | Eerste              | Tweede               | Derde                |
| ---------------- | ----------------------------------------- | ------------------- | -------------------- | -------------------- |
| 1 november 2019  | Koppenbergcross, Oudenaarde               | Arne Baers          | Lennert Belmans      | Yorben Lauryssen     |
| 17 november 2019 | Flandriencross, Hamme                     | Victor Van De Putte | Arne Baers           | Jelle Harteel        |
| 30 november 2019 | Caps Urban Cross, Kortrijk                | Thibau Nys          | Emiel Verstrynge     | Victor Van De Putte  |
| 14 december 2019 | GP Mario De Clercq, Ronse                 | Yorben Lauryssen    | Jetze Van Campenhout | Emiel Verstrynge     |
| 27 december 2019 | Azencross, Loenhout                       | Tibor del Grosso    | Twan van der Drift   | Ward Huybs           |
| 1 januari 2020   | GP Sven Nys, Baal                         | Thibau Nys          | Ward Huybs           | Lucas Janssen        |
| 5 januari 2020   | Brussels Universities Cyclocross, Brussel | Lennert Belmans     | Jetze Van Campenhout | Matyáš Kopecký       |
| 8 februari 2020  | Krawatencross, Lille                      | Thibau Nys          | Ward Huybs           | Jetze Van Campenhout |

## Meisjes junioren
De Helen 100 Trophy 2019-2020 was het 1ste seizoen van het regelmatigheidscriterium voor meisjes junioren. De Helen 100 Trophy is het geesteskind van Helen Wyman, met als missie het promoten van het veldrijden voor meisjes junioren.

### Kalender en podia
| Datum            | Wedstrijd                                 | Eerste         | Tweede          | Derde         | Leidster in het klassement |
| ---------------- | ----------------------------------------- | -------------- | --------------- | ------------- | -------------------------- |
| 14 december 2019 | GP Mario De Clercq, Ronse                 | Puck Pieterse  | Isa Nomden      | Ilse Pluimers | Puck Pieterse              |
| 27 december 2019 | Azencross, Loenhout                       | Lizzy Gunsalus | Zoe Bäckstedt   | Fem van Empel |                            |
| 1 januari 2020   | GP Sven Nys, Baal                         | Madigan Munro  | Fem van Empel   | Zoe Bäckstedt |                            |
| 5 januari 2020   | Brussels Universities Cyclocross, Brussel | Fem van Empel  | Leonie Bentveld | Isa Nomden    | Fem van Empel              |

### Eindstand
| Pos. | Renster           | Team | RON | LOE | BAA | BRU | Tijd    |
| ---- | ----------------- | ---- | --- | --- | --- | --- | ------- |
| 1    | Fem van Empel     |      | 6   | 3   | 2   | 1   | ??      |
| 2    | Leonie Bentveld   |      | 5   | 5   | 5   | 2   | + 1'30" |
| 3    | Ilse Pluimers     |      | 3   | 6   | 7   | 6   | + 2'12" |
| 4    | Mirre Knaven      |      | 4   | 9   | 8   | 5   | + 2'45" |
| 5    | Isa Nomden        |      | 2   | 11  | 9   | 3   | + 2'59" |
| 6    | Senne Knaven      |      | 8   | 15  | 14  | 7   | + 6'46" |
| 7    | Madigan Munro     |      | –   | 4   | 1   | –   | + 7'00" |
| 8    | Zoe Bäckstedt     |      | –   | 2   | 3   | –   | + 7'36" |
| 9    | Lizzy Gunsalus    |      | –   | 1   | 4   | –   | + 7'36" |
| 10   | Sofie van Rooijen |      | –   | –   | 6   | 4   | + 9'33" |

| Pos. | Prijzengeld |
| ---- | ----------- |
| 1.   | € 500       |
| 2.   | € 250       |
| 3.   | € 150       |
| 4.   | € 100       |
| 5.   | € 50        |
| Tot. | € 1.050     |

## Toyo Tires Quick Start
In elke manche van de DVV verzekeringen Trofee werd een Toyo Tires Quick Start georganiseerd. De eerste 3 renners die passeerden aan de Toyo Tires Quick Start-boog op het einde van de eerste ronde konden hier bonificaties verdienen voor het eindklassement:
- winnaar tussensprint: 15 seconden bonificatie voor het eindklassement
- tweede tussensprint: 10 seconden bonificatie voor het eindklassement
- derde tussensprint: 5 seconden bonificatie voor het eindklassement

Op hetzelfde ogenblik (bij passage onder de Toyo Tires Quick Start-boog) konden de mannen en vrouwen elite en de beloften in elke manche ook punten verdienen voor het eindklassement van dit Toyo Tires Quick Start-klassement.
- winnaar tussensprint: 3 punten voor het Toyo Tires Quick Start-klassement
- tweede tussensprint: 2 punten voor het Toyo Tires Quick Start-klassement
- derde tussensprint: 1 punt voor het Toyo Tires Quick Start-klassement

Bij gelijke puntenstand in het Toyo Tires Quick Start-klassement was de daguitslag van de laatst verreden wedstrijd bepalend. De punten voor het Toyo Tires Quick Start-klassement werden enkel toegekend indien de renners die hiervoor punten behaalden, de respectievelijke wedstrijd ook uitreden.
De eindwinnaar van het Toyo Tires Quick Start-klassement was de renner die het meeste aantal punten sprokkelde in de tussensprints. Deze renner ontving op de prijsuitreiking een cheque ter waarde van 2.500 euro (mannen en vrouwen elite) en 500 euro (beloften).

### Eindstand mannen
| Pos. | Renner                 | Team                                           | OUD | HAM | KOR | RON | LOE | BAA | BRU | LIL | Punten |
| ---- | ---------------------- | ---------------------------------------------- | --- | --- | --- | --- | --- | --- | --- | --- | ------ |
| 1    | Eli Iserbyt            | Pauwels Sauzen-Bingoal                         | 3   | 1   | 3   | 2   | 3   | 3   | 1   |     | 16     |
| 2    | Mathieu van der Poel   | Corendon-Circus / Alpecin-Fenix                |     | 3   | 1   | 1   |     | 2   | 2   |     | 9      |
| 3    | Corné van Kessel       | Telenet-Baloise Lions / Tormans Cyclocrossteam |     |     | 2   |     | 2   |     | 3   |     | 7      |
| 4    | Toon Aerts             | Telenet-Baloise Lions                          |     | 2   |     | 3   |     |     |     |     | 5      |
| 5    | Laurens Sweeck         | Pauwels Sauzen-Bingoal                         |     |     |     |     |     |     |     | 3   | 3      |
| 5    | Tom Pidcock            |                                                | 2   |     |     |     |     |     |     | 1   | 3      |
| 7    | David van der Poel     | Corendon-Circus / Alpecin-Fenix                |     |     |     |     |     |     |     | 2   | 2      |
| 8    | Wout van Aert          | Team Jumbo-Visma                               |     |     |     |     | 1   |     |     |     | 1      |
| 8    | Michael Vanthourenhout | Pauwels Sauzen-Bingoal                         |     |     |     |     |     | 1   |     |     | 1      |
| 8    | Thijs Aerts            | Telenet-Baloise Lions                          | 1   |     |     |     |     |     |     |     | 1      |

| Pos. | Prijzengeld |
| ---- | ----------- |
| 1.   | € 2.500     |

### Eindstand vrouwen
| Pos. | Renster                    | Team                            | OUD | HAM | KOR | RON | LOE | BAA | BRU | LIL | Punten |
| ---- | -------------------------- | ------------------------------- | --- | --- | --- | --- | --- | --- | --- | --- | ------ |
| 1    | Ceylin del Carmen Alvarado | Corendon-Circus / Alpecin-Fenix |     | 2   | 2   | 3   | 3   | 3   | 2   | 3   | 18     |
| 2    | Annemarie Worst            | 777                             | 2   | 1   | 3   | 2   | 2   | 2   | 3   | 2   | 17     |
| 3    | Yara Kastelijn             | 777                             | 3   |     | 1   | 1   |     |     |     |     | 5      |
| 4    | Sanne Cant                 | IKO-Crelan                      |     | 3   |     |     |     |     |     | 1   | 4      |
| 5    | Eva Lechner                | Creafin-Fristads                | 1   |     |     |     |     | 1   |     |     | 2      |
| 6    | Katherine Compton          |                                 |     |     |     |     | 1   |     |     |     | 1      |
| 6    | Anna Kay                   | Experza-Footlogix               |     |     |     |     |     |     | 1   |     | 1      |

| Pos. | Prijzengeld |
| ---- | ----------- |
| 1.   | € 2.500     |

### Eindstand mannen beloften
| Pos. | Renner           | Team | OUD | HAM | KOR | RON | LOE | BAA | BRU | LIL | Punten |
| ---- | ---------------- | ---- | --- | --- | --- | --- | --- | --- | --- | --- | ------ |
| 1    | Timo Kielich     |      |     |     |     |     |     |     |     |     | 9      |
| 2    | Niels Vandeputte |      |     |     |     |     |     |     |     |     | 8      |
| 3    | Ryan Kamp        |      |     |     |     |     |     |     |     |     | 5      |
| 4    | Antoine Benoist  |      |     |     |     |     |     |     |     |     | 4      |
| 5    | Yentl Bekaert    |      |     |     |     |     |     |     |     |     | 3      |

| Pos. | Prijzengeld |
| ---- | ----------- |
| 1.   | € 500       |

## Ploegenklassement
Het ploegenklassement is gebaseerd op de tijd van drie renners per ploeg en werd opgemaakt na elke manche. De tijd van de ploeg was de som van de tijd van de beste vrouwen-elite van de ploeg plus de tijd van de twee beste mannen-elite van de ploeg.
Voor het eindklassement werd de som gemaakt van de ploegtijden van de 8 individuele manches (met inbegrip van bonificaties), niet de tijd van de beste vrouwen-elite en twee beste mannen-elite in het eindklassement.
Het winnende team ontving op het slotgala een cheque van € 5.000 die ze kon schenken aan een goed doel naar keuze, erkend door Music For Life.
| Pos. | Team          |
| ---- | ------------- |
| 1    | Alpecin-Fenix |

| Pos. | Prijzengeld |
| ---- | ----------- |
| 1.   | € 5.000     |

Kampioenschappen:  Wereldkampioenschappen ·
 Europese kampioenschappen ·
 Belgische kampioenschappen ·
 Nederlandse kampioenschappen
Klassementen:  Wereldbeker ·
 Superprestige ·
 DVV Verzekeringen/IJsboerke Trofee ·
 EKZ CrossTour ·
 TOI TOI Cup ·
 Coupe de France ·
 Copa de España ·
 New England Series
Overig:  Ethias Cross ·
 Rectavit Series
Geen UCI-cat.:  Giro d'Italia Ciclocross
1987-1988 · 1988-1989 · 1989-1990 · 1990-1991 · 1991-1992 · 1992-1993 · 1993-1994 · 1994-1995 · 1995-1996 · 1996-1997 · 1997-1998 · 1998-1999 · 1999-2000 · 2000-2001 · 2001-2002 · 2002-2003 · 2003-2004 · 2004-2005 · 2005-2006 · 2006-2007 · 2007-2008 · 2008-2009 · 2009-2010 · 2010-2011 · 2011-2012 · 2012-2013 · 2013-2014 · 2014-2015 · 2015-2016 · 2016-2017 · 2017-2018 · 2018-2019 · 2019-2020 · 2020-2021 · 2021-2022 · 2022-2023 · 2023-2024 · 2024-2025